# Mesosmylininae
Mesosmylininae (лат.) — подсемейство вымерших насекомых семейства осмилид (Osmylidae), насчитывающее 8 видов в составе родов Mesosmylina и Sogjuta. Жили в юрском периоде. Представители подсемейства были найдены на территории Германии, Киргизии, Монголии и России. По жилкованию близки к подсемействам Protosmylinae и Spilosmylinae, отличаются от них меньшим числом ветвей жилки CuP в переднем крыле. 